# 曾浚瑛
曾浚瑛（英語：Iverson Tsang），綽號「金鷹」，香港政治人物，左翼人士，社會民主連線成員。

## 成長背境
曾浚瑛父母原本經營五金廠。1998年金融風暴撲至，香港特區政府狙擊國際金融「大鱷」，瘋狂加息，其父母的工廠沒資金周轉，捱不住，廠房倒閉，一家生活從此急轉直下。一家人時常因欠租要搬屋。幸福的家庭，為錢爭執不斷，最終父母離異，生活打進谷底。「言語、行為的暴力，遠不及制度的暴力」、「政府制定政策時，有沒有想過對市民的影響？一個政策，就令一個人大半生經營所得蕩然無存。」

## 投身社運

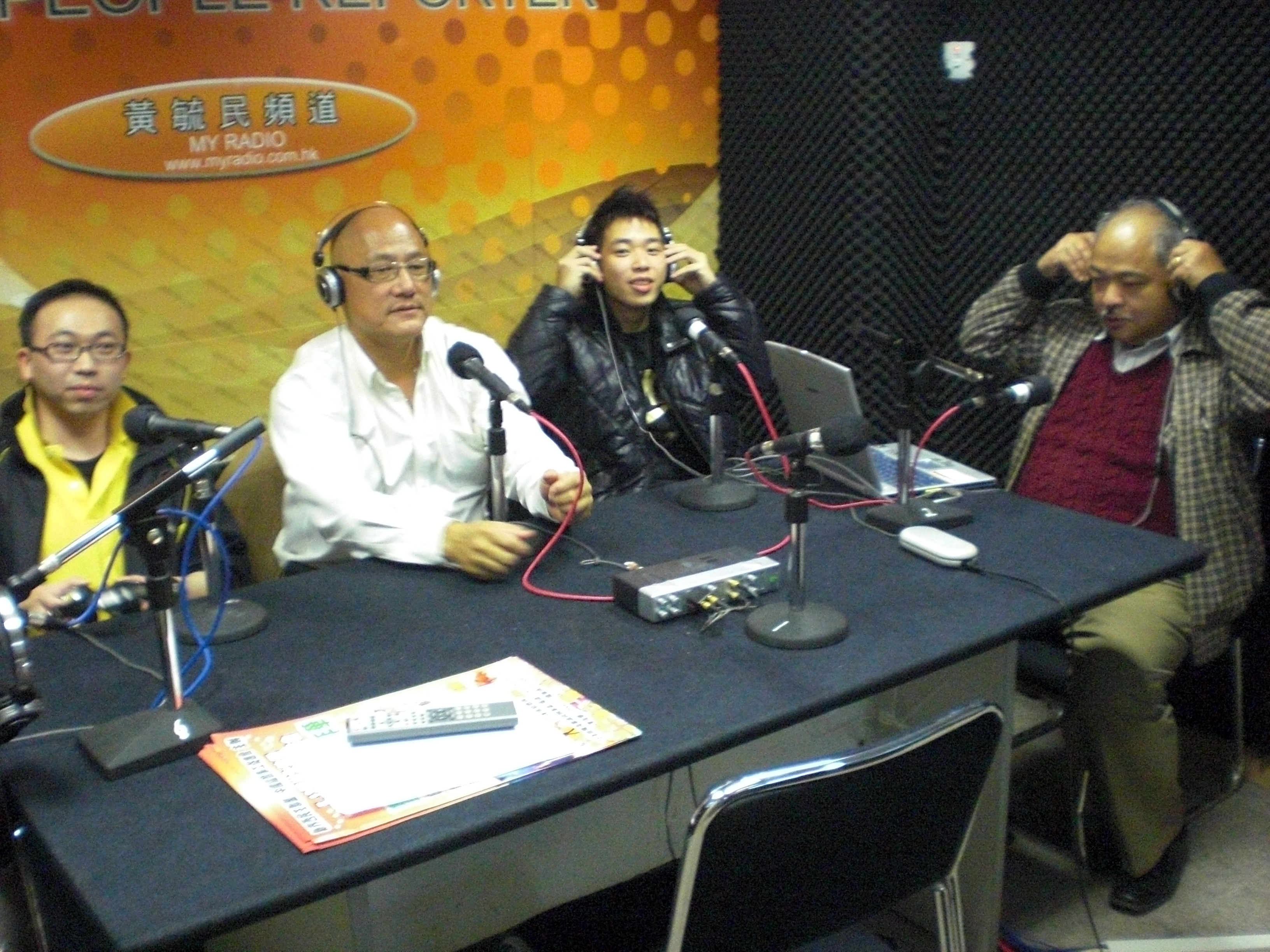
阿烏、「大舊」陳偉業、「金鷹」曾浚瑛、「阿牛」曾健成主持myradio《黃毓民頻度》，講述民間電台與網上電台（2008年12月22日）

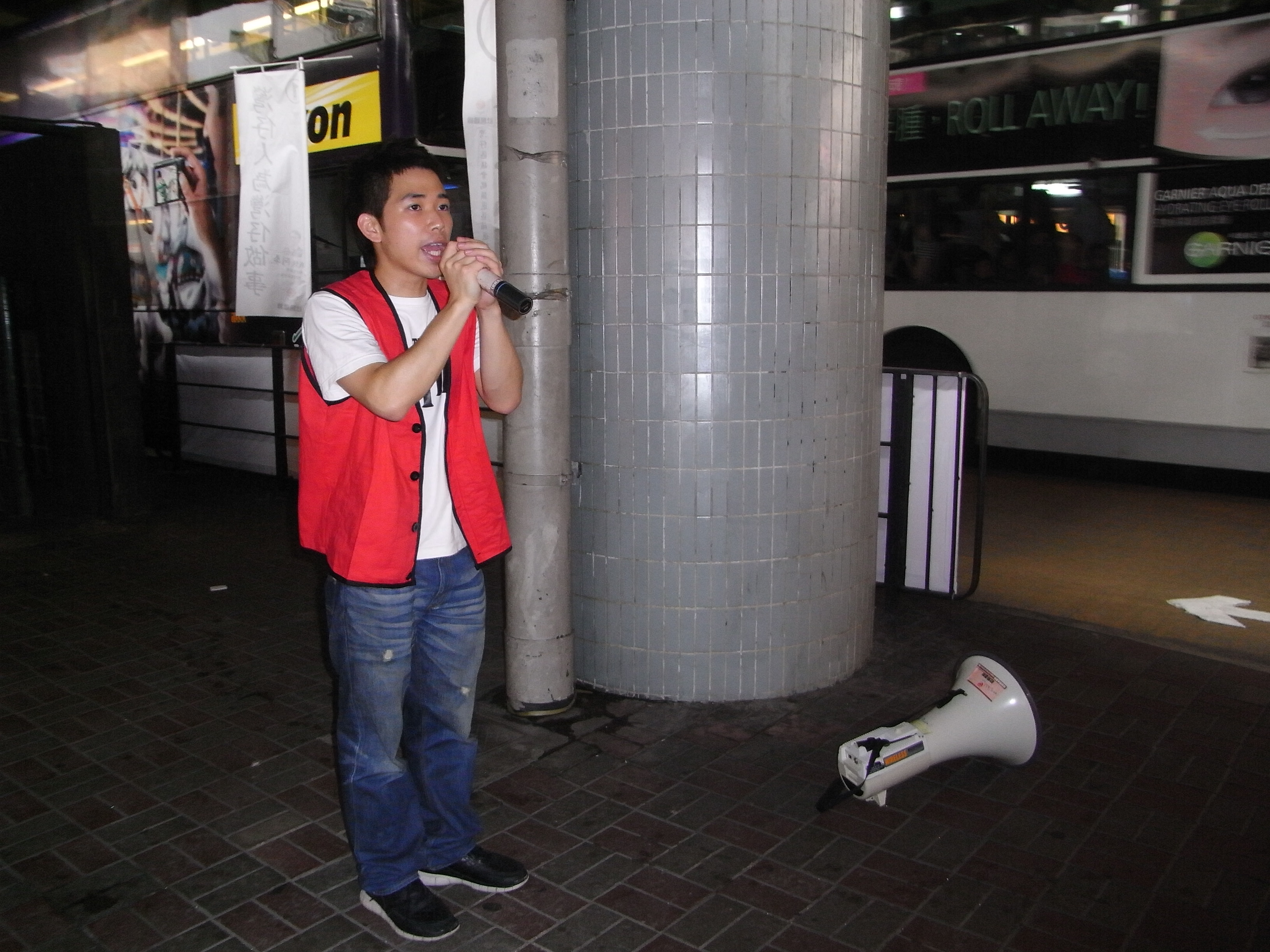
「金鷹」曾浚瑛持麥克風在街頭為社民連助選（2009年6月20日灣仔鵝頸橋）

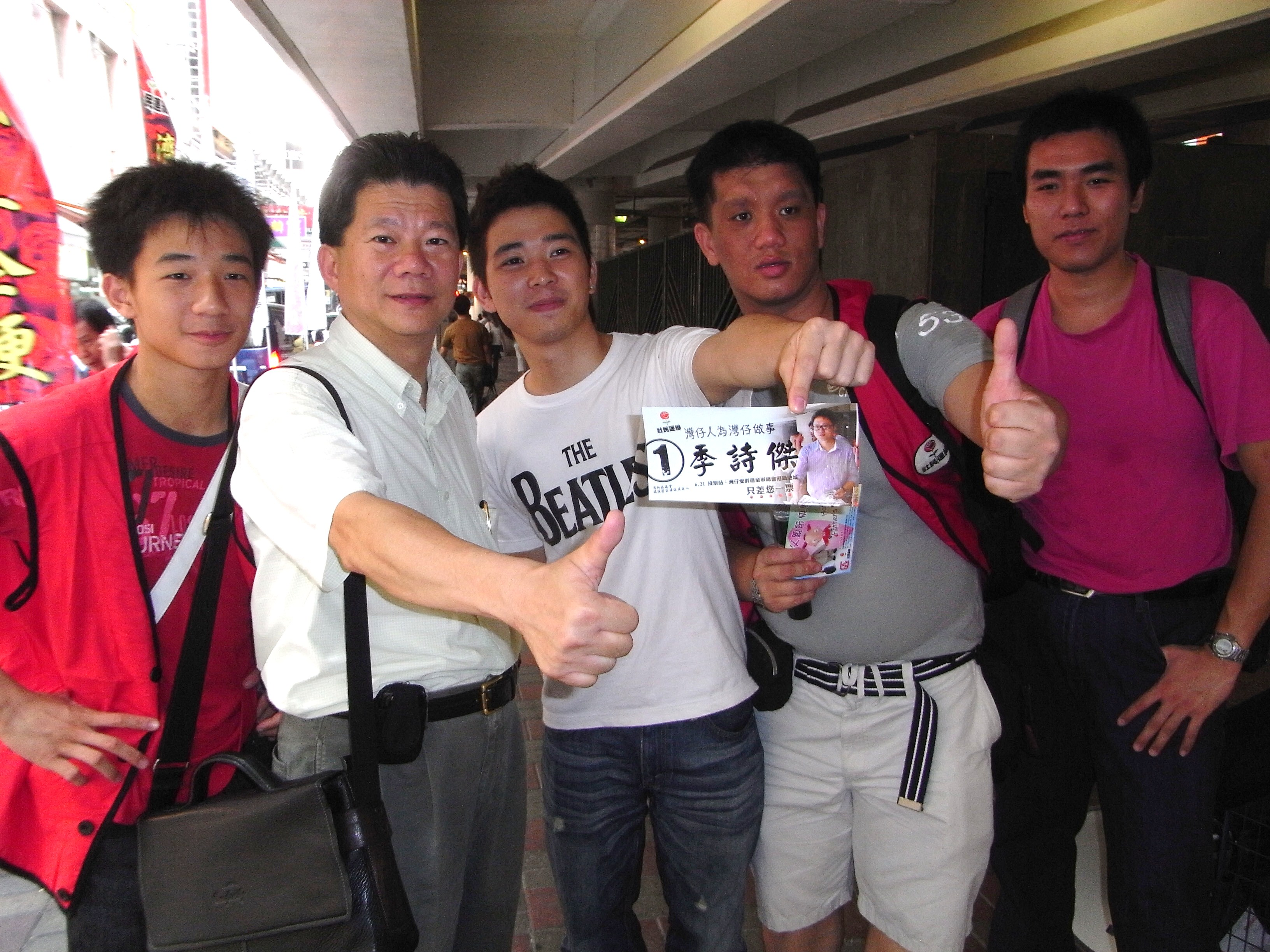
麥國風（左二）、「金鷹」曾浚瑛（中）開為社民連助選（2009年6月20日灣仔鵝頸橋）

曾浚瑛沒受過高深教育，早年就讀裘錦秋中學（屯門），2006年中學一畢業就出來社會打滾，打散工幫補家計，平時喜翻閱政治書，嚮往激進社會民主理論。他自言16歲前只愛躲在網上討論區謾罵發洩。16歲後開始參加社會運動，參與保衛天星碼頭、皇后碼頭。後來發現透過網上電台發聲，衝擊效果更強烈，加入了「阿牛」曾健成的民間電台。
2006年，社會民主連線（社民連）成立，曾浚瑛是創黨成員，後來出任社民連第二屆（2008年-2009年）行政委員。每次大規模示威遊行，曾浚瑛都與一批核心走在最前線，衝擊立法會、政府總部、包圍禮賓府，一步一步提升抗爭對象。因此也多次被捕被檢控。
2009年9月26日，搖滾歌手夏韶聲出席民建聯舉辦的音樂會，惹來社運人士極之不滿。當晚十多名社運人士衝上舞台抗議夏韶聲。當中包括一些社民連人士，令其時的社民連主席黃毓民十分不滿，遂在網台節目強烈批評黨內的青少年。10月底，曾浚瑛等4人辭任社民連行委，退出社民連。自此，曾浚瑛成為反對黃毓民的一員。
2009年12月27日，21名有份聯署《零八憲章》的香港市民不滿異見人士劉曉波被判煽動顛覆國家政權罪罪成，從羅湖口岸入境前往中國大陸投案，其間大陸執法人員與示威者衝突。曾浚瑛被公安帶到房間扣留4小時之久，才被逐回香港。
2009年底起，反高鐵運動期間，曾浚瑛與一眾社運人士極活躍，拉鐵馬、攀鐵欄，衝擊警方防線，是最激進的街頭社運人士。
2010年10月1日，過百名社運人士趁中共建政61周年到中聯辦外示威，高呼「平反六四」口號，警方動用胡椒噴霧對付示威人士，兩名示威者曾浚瑛與「女長毛」雷玉蓮被秋後算賬。曾浚瑛被控襲警。
2011年1月，黃毓民退出社民連。其後，曾浚瑛回歸社民連。
2011年3月1日，曾浚瑛、黃俊傑、黃浩銘趁辛亥革命紀念百周年向行政長官曾蔭權示威，被眾多保鑣推到台下。當晚曾蔭權稱心痛前往瑪麗醫院驗傷，落案控告傷人。
2011年香港區議會選舉，曾浚瑛代表社民連出選油尖旺議會大角咀南區（E10），跟民建聯、民主黨角逐議席，惟落敗，得票9.69%。
2012年7月8日，新上任行政長官梁振英落區黃大仙會見市民，大批示威者趁梁振英離開時包圍其座駕，警方要築成人鏈護送，數名社運人士聲稱被警方暴力對待，曾浚瑛更被撞崩門牙。
2013年12月7日，社民連人士趁《施政報告》地區諮詢會上向梁振英抗議，陳德章向梁擲蛋卻誤中財政司司長曾俊華，曾浚瑛向梁振英投擲豺狼毛公仔「路姆西」（Lufsig）。陳德章、曾浚瑛兩人同時被控，後被定罪。
2014年6月13日，發生反新界東北撥款示威，曾浚瑛與社運人士在立法會停車場跟保安衝突，被控罪成。
2014年9月28日，雨傘運動爆發，曾浚瑛與一眾社運人士參與其中。9月29日早上，警方派出談判專家勸籲夏愨道近香港演藝學院方向的留守者撤離馬路，曾浚瑛即場被留守者推舉為發言人，反駁探判專家，理直氣壯：「我們佔領馬路，是你們警方逼我們的。我們一直要和平集會，要求梁振英與我們對話。你們有無對話？你們無！」「我們很希望梁振英，及管治班子也可為香港人，做些好事，就是搞清楚我們的政制，我們不要有篩選，我們要真普選，這是對全香港做的好事。」
2014年以後，香港的本土派政治勢力崛起，曾浚瑛跟一眾左翼社運人士都被本土派網民譏諷為“左膠”。
2015年，在香港專上學生聯會退出風波中數次猛烈批評梁麗幗和王俊杰等學生領袖的態度。

## 網上電台
曾浚瑛一直在民間電台主持節目。2013年到了網絡電台花生台主持節目。此後也間揭到D100與城寨 （页面存档备份，存于）做主持。

## 私人生活
據2010年《蘋果日報》報道指，曾浚瑛曾與一些知名女社運人發生戀情，比如周澄，但已分手。